# Daniel Goleman
Daniel Goleman est un psychologue américain né le 7 mars 1946 à Stockton (Californie).

## Biographie
Il est diplômé de l'Université de Amherst et docteur en psychologie clinique de l'université Harvard. Puis il devient journaliste au New York Times, où il suit particulièrement les sciences du comportement.
Il publie en 1995 l'ouvrage Intelligence émotionnelle. 
Il est membre du conseil d'administration du Mind and Life Institute, qui facilite les rencontres entre la science et le bouddhisme. Il fait partie de l'Association américaine pour le progrès de la science.

## Travaux

### Les styles de leadership
Pour lui, il y a six styles de leadership[réf. souhaitée] :
- Autoritaire
- Visionnaire
- Collaboratif
- Participatif
- Chef de file
- Coach

## Ouvrages
- Vital Lies, Simple Truths: The Psychology of Self Deception, 1985
- The Meditative Mind, 1988
- EspritScience : Dialogue Orient-Occident, avec le Dalai Lama, Herbert Benson, Howard E. Gardner, Robert A.F. Thurman, éd. Claire Lumière, 1993, 2e éd, 1999,  (ISBN 978-2-905998-28-6),  (ISBN 2905998288)
- L'intelligence émotionnelle au travail (Working with Emotional Intelligence, 1995,1998)
- Healing Emotions: Conversations with the Dalai Lama on Mindfulness, Emotions, and Health, 1997
- L'Intelligence émotionnelle (Emotional Intelligence: Why It Can Matter More Than IQ, 1996)
- Primal Leadership: Realizing the Power of Emotional Intelligence, 2002
- Surmonter les émotions destructrices. Un dialogue avec le Dalaï Lama (Destructive Emotions: A Scientific Dialogue with the Dalai Lama, 2003)  (ISBN 2221093011 et 978-2266-14614-2)
- Cultiver l'intelligence relationnelle (Social Intelligence: The New Science of Human Relationships, 2006)
- Participe à Bonheur de la méditation, de Mingyour Dorje, avec Eric Swanson, et Matthieu Ricard (2007), Fayard,  (ISBN 2-213-63179-4)
- Focus. The Hidden Driver of Excellence, Harper, 2015.